# 罗歇·吉耶曼
罗歇·夏尔·路易·吉耶曼（法語：Roger Charles Louis Guillemin，法語發音：[ʁɔʒe ʃaʁl lwi ɡijmɛ̃]；1924年1月11日—2024年2月21日），法国科学家，后加入美国国籍。他的主要研究領域是神经激素，並因此获得1976年美国国家科学奖章和1977年诺贝尔生理学或医学奖。

## 生平
吉耶曼出生于法国勃艮第第戎，在勃艮第大学完成大学学业后，于1949年在里昂大学得到了医学硕士学位。之后他前往蒙特利尔，在蒙特利尔大学汉斯·谢耶博士的指导下于1953年获得了博士学位。同年他前往美国，进入位于休斯顿的贝勒医学院工作，1965年加入美国国籍。
1970年，他在圣地牙哥建立了一个实验室，在那里一直工作到1989年退休。

## 延伸閱讀
- 诺贝尔官方网站罗歇·吉耶曼自传 （页面存档备份，存于）
- Nicholas Wade （1981年），《The Nobel Duel》, Anchor Press/Doubleday，Garden City，纽约，ISBN 978-0385149815。
- Bruno Latour、Steve Woolgar （1979年），《Laboratory Life》，Sage，洛杉矶，美国。